# Camillus (villa)
Camillus es una villa ubicada en el condado de  Onondaga en el estado estadounidense de Nueva York. En el año 2000 tenía una población de 1,249 habitantes y una densidad poblacional de 1,249 personas por km².

## Geografía
Camillus se encuentra ubicada en las coordenadas 43°2′22″N 76°18′29″O / 43.03944, -76.30806.

## Demografía
Según la Oficina del Censo en 2000 los ingresos medios por hogar en la localidad eran de $36,681, y los ingresos medios por familia eran $48,125. Los hombres tenían unos ingresos medios de $32,424 frente a los $26,198 para las mujeres. La renta per cápita para la localidad era de $19,939. Alrededor del 8.2% de la población estaban por debajo del umbral de pobreza.